# Ryuji Harada
Ryuji Harada (19 de octubre de 1986, Tokio) es el primer futbolista japonés en jugar por más de 10 años en Sudamérica. Integró equipos de Brasil, Argentina y Bolivia. De posición delantero, se caracteriza por ser rápido y habilidoso.

## Trayectoria deportiva

### Japón
Ryuji nació en la gran ciudad de Tokio, Japón. Aunque el fútbol no es un deporte popular en ese país heredaría de su padre la pasión por dicho deporte, quien fue jugador de fútbol no profesional. Desde muy pequeño comenzó jugando en equipos infantiles de la ciudad, desarrollando sus habilidades y acrecentando su pasión por este deporte. Su sueño era llegar a jugar futbol de forma profesional en su máximo nivel, esto se veía difícil en un su país natal donde el fútbol es en su mayoría amateurs. A la edad de 18 años era una de las promesas del Kashiwa Reysol, cuando aconsejado por su entrenador de nacionalidad brasilera decide viajar a Brasil para cumplir su sueño.

### Brasil
En Brasil integró la sub-20 de prestigioso Sport Club Corinthians Paulista y formó parte del Esporte Clube Santo André, pero por cuestiones de visa debió emigrar hacia Argentina., llevándose consigo todo el aprendizaje de una de las cunas del fútbol.

### Argentina
Ryuji llegó a Argentina sin hablar una palabra de español, por lo que su adaptación fue dura. El fútbol argentino es conocido en el mundo por la calidad de sus futbolistas como Juan Román Riquelme, Maradona. Ryuji siempre miró con cariño a este país por su ídolo Andres D´alessandro. El primer club que integró fue las palmas de Córdoba (2007), luego vendría Tiro Federal de Bahía Blanca (2008), Central Norte (2009) y Deportivo Atlas (2010) estos últimos 2 equipos de la provincia de Salta. Con mucho esfuerzo Ryuji fue aprendiendo el idioma y las costumbres de un país muy distinto al suyo, y fue nutriéndose de los conocimientos de fútbol que había venido a buscar al otro lado del mundo. A mediados de 2010 pasa a formar parte del Club Atlético San Martín de Guemes, Salta,  donde convierte 17 goles en su primera temporada. En 2011 fue uno de los máximos goleadores de la liga salteña con 22 goles, se había convertido en la estrella de liga llevando a su equipo a la final del campeonato. Por un recurso presentado por el equipo rival no se le permitió jugar la final por no contar con los papeles de migraciones. San Martín perdió la final y Ryuji no pudo convertirse en el goleador de la liga. Luego de esta desilusión, en 2012, pasa a formar parte del club 14 de Abril, donde jugaría solo un par de partidos pero marcaría 8 goles. En las temporada 2013/2014 vuelve a Bahía Blanca para sumarse a la Armonía, equipo que participaba de la liga del sur. A mediados de 2014 regresa a Salta para jugar el torneo Argentino B con Libertad de Campo Santo, lamentablemente Libertad pierde la categoría. En 2015 participa del torneo Federal C con San Antonio de Campo Santo. A pesar de los 2 goles convertidos por Ryuji en la final, el equipo no logra pasar a la siguiente ronda del campeonato, Ryuji decide que es momento de retirarse. Con 28 años y luego de más de 10 años de aprendizaje en Sudamérica cree que es momento de regresar a su tierra natal para enseñar todo lo aprendido, pero un nuevo desafío se le presentaría: el fútbol boliviano.

### Bolivia
En 2015 llega a Santa Cruz de las Sierras, Bolivia, y se integra al Royal Pari FC equipo que participa del torneo Nacional B, convirtiendo 4 goles en la primera ronda. A mediados de 2016 deja el Royal Pari y se une al Real Santa Cruz, equipo que también participa en el torneo Nacional B y que actualmente integra.

## Trayectoria
Formativas
- Kashiwa Reysol (2005)
- Corinthians (2006)

| Club                                  | País      | Año       |
| ------------------------------------- | --------- | --------- |
| E.C. Santo André                      | Brasil    | 2006      |
| C.A. Las Palmas (Córdoba)             | Argentina | 2007      |
| C. Tiro Federal (Bahía Blanca)        | Argentina | 2008      |
| C.A. Central Norte                    | Argentina | 2009      |
| C.S. y D. Atlas                       | Argentina | 2010      |
| C.S. y D. San Martín                  | Argentina | 2011      |
| Club 14 de abril                      | Argentina | 2012      |
| C.A. Libertad (Campo Santo)           | Argentina | 2013      |
| C.D. La Armonía                       | Argentina | 2013-2014 |
| C.D.S. y C. San Antonio (Campo Santo) | Argentina | 2015      |
| Royal Pari                            | Bolivia   | 2016      |
| C.D. Real Santa Cruz                  | Bolivia   | 2016      |